# Насір Джанг
Мір Ахмед Алі-хан Сіддікі Бейефенді або Насір Джанг  (26 лютого 1712 — 16 грудня 1750) — нізам Хайдарабаду.

## Життєпис
Син Асаф Джаха I. нізама хайдарабаду, й Саїд-ан-ніси Бегум. Здобув класичну освіту для могольського аристократа. Замолоду став залучатися до військових і адміністративних справ. У 1737—1741 роках в часи відсутності батька керував державою Хайдарабад. 1741 року спробував захопити владу, але зазнав поразки при Аурангабаді.
Лише після смерті Асаф Джаха I зумів зайняти трон нізамів. Могольський імператор Ахмад-шах Бахадур призначив його субадаром Декану й надав титул Насір-ад-Даула.
Проте вже 1749 року його владу оскаржив Музаффар Джанг, онук Асаф Джаха I. останнього підтримав Чанда Сахіб, претендент на трон Аркота. В свою чергу Насір Джанг уклав союз з аркотським набобом Анвар-уд-діном Мухаммад-ханом. В результаті війна за спадщину в Хайдарабаді перетворилася також у війну за трон в Аркоті, в яку втрутилися французи (на бозі Музаффара Джанга і Чандри Сахіба) та британці (на боці Насір Джанга і Мухаммад-хана). Загалом вона отримала назву Другої Карнатікської війни.
Насір Джанг зазнав поразки у битві з французами та Музаффар Джангом при Дюплей-Фатхабад, й біля Ґінджі його було вбито Патан Хіммат-ханом, навабом Кадапи. В результаті Музаффар Джанг став новим нізамом Хайдарабаду.